# Homoporus octoguttatus
Homoporus octoguttatus är en stekelart som först beskrevs av Girault 1915.  Homoporus octoguttatus ingår i släktet Homoporus och familjen puppglanssteklar. Inga underarter finns listade i Catalogue of Life.